# 里加尔达
里加尔达（法語：Rigarda，法語發音：[ʁiɡaʁda] ⓘ）是法国东比利牛斯省的一个市镇，属于普拉德区。

## 地理
里加尔达（42°37'42"N, 2°31'57"E）面积3.6 平方千米，位于法国奧克西塔尼大區东比利牛斯省，该省份为法国大陆部分最南部的省份，涵盖了北加泰罗尼亚，北起奥德省，西接阿列日省和安道尔，南与西班牙接壤，东临地中海。
与里加尔达接壤的市镇（或旧市镇、城区）包括：万萨、罗代斯、格洛里亚讷、若克。

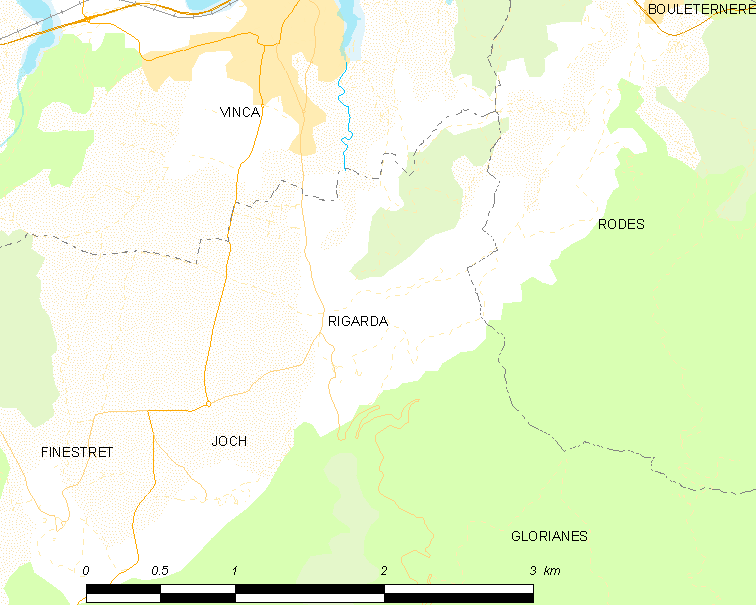
里加尔达的OSM定位图

里加尔达的时区为UTC+01:00、UTC+02:00（夏令时）。

## 行政
里加尔达的邮政编码为66320，INSEE市镇编码为66162。

## 政治
里加尔达所属的省级选区为勒卡尼古县。

## 人口

1962-2008年间里加尔达人口变化图示

里加尔达于2022年1月1日时的人口数量为700人。